# Libelloides cunii
Libelloides cunii is een insect uit de familie van de vlinderhaften (Ascalaphidae), die tot de orde netvleugeligen (Neuroptera) behoort. 
Libelloides cunii is voor het eerst wetenschappelijk beschreven door Navás in 1905.